# Nagykáta
Nagykáta  este un oraș în districtul Nagykáta, județul Pesta, Ungaria, având o populație de 12.696 de locuitori (2011). 

## Demografie
Componența etnică a orașului Nagykáta
     Maghiari (93,68%)
     Romi (4,78%)
     Necunoscut (0,43%)
     Alții (1,12%)
Componența confesională a orașului Nagykáta
     Romano-catolici (55,04%)
     Fără religie (9,03%)
     Reformați (4,77%)
     Necunoscută (29,4%)
     Alte religii (3,19%)
Conform recensământului din 2011, orașul Nagykáta avea 12.696 de locuitori. Din punct de vedere etnic, majoritatea locuitorilor (93,68%) erau maghiari, cu o minoritate de romi (4,78%). Apartenența etnică nu este cunoscută în cazul a 0,43% din locuitori.  Din punct de vedere confesional, majoritatea locuitorilor (55,04%) erau romano-catolici, existând și minorități de persoane fără religie (9,03%) și reformați (4,77%). Pentru 29,4% din locuitori nu este cunoscută apartenența confesională.